# Dansk Bandy Union
Dansk Bandy Union var ett danskt bandyförbund bildat 1909, upphörde under 1920-talet.
Dansk Bandy Union deltog i Nordiska spelens bandyturnering 1917 och kom fyra bland sex deltagande lag. Danskarna fick stryk i semifinalen med 0-13 mot Stockholms distriktslag och med 0-16 mot Västmanlands distriktslag i matchen om tredje pris. Danmark avstod från att delta i Nordiska spelens bandyturnering 1922, trots en bandyvänlig vinter i Danmark det året. Bandyintresset minskade starkt efter 1924 och förbundets verksamhet upphörde.

### Fotnoter
1. ↑  ”Denmark” (på engelska). Bandytipset. https://www.oocities.org/~bandytips/English/Denmark.html. Läst 8 september 2011.
2. ↑  ”Nordiska spelen”. Bandytipset. https://www.oocities.org/~bandytips/Kalenderbiteri/Svetab/NS.html. Läst 1 september 2011.